# Franco Bitossi
Franco Bitossi, nacido el 1 de septiembre de 1940 en Camaioni di Carmignano es un ciclista italiano ya retirado, que fue profesional entre 1961 y 1978.

## Biografía
Franco Bitossi comenzó en el ciclismo muy joven, a los 17 años, ganando 10 victorias, en 1957, en categoría debutantes. De 1959 a 1961, corrió en categoría amateur consiguiendo 21 victorias.
Su primera victoria como profesional fue una etapa de los Tres Días del Sur bajo los colores del equipo Philco. En 1964 corrió para el conjunto Springoil-Fuchs y ganó cuatro etapas en el Giro de Italia, entre ellas la mítica etapa de Cuneo-Pinerolo. En 1965 fichó por el equipo Filotex y ganó la Vuelta a Suiza  (levantó los brazos en dos etapas) y el Campeonato de Zúrich. En 1966 ganó dos etapas del Giro de Italia y otras dos del Tour de Francia así como la Coppa Sabatini. En 1967 consiguió la victoria de la Tirreno-Adriático, el Giro de Lombardía y la Coppa Agostoni. En 1968 ganó de nuevo dos etapas del Giro de Italia y otras dos del Tour de Francia donde ganó también la clasificación de la regularidad (único italiano junto con Alessandro Petacchi en conseguir este maillot), se impuso de nuevo en el Campeonato de Zúrich y en la Coppa Sabatini, ganando también la Coppa Bernocchi. En 1969 consiguió la clasificación por puntos del Giro de Italia siendo líder de esta clasificación de principio a fin del Giro.
En 1970, se convirtió en Campeón de Italia en Ruta y ganó, entre otras, 4 etapas del Giro (así como la clasificación de la regularidad por segundo año consecutivo) y la Vuelta a Cataluña. Conservó su título de campeón de Italia en 1971 al ganar la prueba del G. P. Industria y Comercio de Prato.
En 1972, fue portada de todos los periódicos del mundo después de los  Campeonatos del Mundo celebrados en Gap en Francia. Bitossi iba en cabeza y en la misma línea de meta fue cogido por el grupo del italiano Marino Basso y tuvo que conformarse con la medalla de plata. Esta desafortunada llegada le hizo aún más famoso que si hubiera ganado.
En 1973, se unió a la formación Sammontana con la cual ganó el Giro del Veneto y el Giro de Emilia. Al año siguiente, con el conjunto Scic, consiguió cuatro etapas de la Vuelta a Suiza y tres en el Giro de Italia.
En 1976 volvió a convertirse en Campeón de Italia en Ruta militando en las filas del conjunto Zonca Santini. Al año siguiente cambió otra vez de equipo fichando por el Vibor con el que ganó el Gran Premio Ciudad de Camaiore. Ese mismo año fue seleccionado para competir en los Campeonatos del Mundo donde consiguió una espléndida medalla de bronce en San Cristóbal (Venezuela).
Terminó su carrera en 1978 bajo los colores del equipo Gis Gelati. Muy regular, Franco Bitossi también era conocido como cœur fou  (Corazón loco), debido a una arritmia cardíaca que lo obligó a dejar de correr.
Su combatividad fue muy popular y se convirtió en uno de los campeones que hicieron tan popular el ciclismo en Italia.

## Palmarés
| 1964 - 4 etapas del Giro de Italia, más clasificación de la montaña 1965 - Campeonato de Zúrich - Giro de Lazio - Vuelta a Suiza, más 2 etapas - 1 etapa del Giro de Italia, más clasificación de la montaña 1966 - Coppa Sabatini - 2 etapas del Giro de Italia, más clasificación de la montaña - 2 etapas del Tour de Francia - 2 etapas del Tour de Romandía 1967 - Giro de Lombardía - Trofeo Laigueglia - Coppa Agostoni - Tirreno-Adriático, más 1 etapa - 1 etapa del Giro de Italia 1968 - Campeonato de Zúrich - Milán-Turín - Giro de Toscana - Coppa Bernocchi - Coppa Sabatini - Sassari-Cagliari - 2 etapas del Giro de Italia - 2 etapas del Tour de Francia, más clasificación por puntos y la clasificación de la combinada - 1 etapa del Giro de Cerdeña - 1 etapa de la Tirreno-Adriático 1969 - Coppa Agostoni - 2 etapas del Giro de Italia, más clasificación por puntos - 2 etapas de la Tirreno-Adriático - 2 etapas de la Volta a Cataluña - GP Montelupo 1970 - Campeonato de Italia en Ruta - Giro del Veneto - Giro de Lombardía - Tour de Campanie - Giro de Emilia - Volta a Cataluña , más 1 etapa - 4 etapas del Giro de Italia, más clasificación por puntos - 2 etapas de la Vuelta a Suiza - À travers Lausanne - 1 etapa del Tour de Romandía | 1971 - Campeonato de Italia en Ruta - G. P. Industria y Comercio de Prato - Coppa Agostoni - Giro de la Romagna - 1 etapa de la París-Niza - 1 etapa del Giro de Italia - 1 etapa del Tour de Romandía 1972 - Giro di Campania - Giro de Reggio Calabria - Giro di Puglia - 2.º en el Campeonato de Italia en Ruta - 2.º en el Campeonato del Mundo en Ruta 1973 - Giro del Veneto - Giro de Emilia - 1 etapa del Giro de Cerdeña 1974 - Trofeo Matteotti - Giro de la Romagna - Gran Premio de Cannes - 4 etapas de la Vuelta a Suiza - 3 etapas del Giro de Italia - 1 etapa de la Tirreno-Adriático 1975 - 1 etapa de la París-Niza - 1 etapa del Giro de Italia - 2 etapas del Tour del Mediterráneo - 1 etapa del Giro di Puglia 1976 - Campeonato de Italia en Ruta - Coppa Bernocchi - Trofeo Laigueglia - Giro del Friuli - 1 etapa del Tour del Mediterráneo 1977 - Gran Premio Ciudad de Camaiore - 3º en el Campeonato del Mundo en Ruta 1978 - 1 etapa de la Tirreno-Adriático |

## Resultados

### Grandes Vueltas
| Carrera | Carrera         | 1961 | 1962 | 1963 | 1964 | 1965 | 1966 | 1967 | 1968 | 1969 | 1970 | 1971 | 1972 | 1973 | 1974 | 1975 | 1976 | 1977 | 1978 |
| ------- | --------------- | ---- | ---- | ---- | ---- | ---- | ---- | ---- | ---- | ---- | ---- | ---- | ---- | ---- | ---- | ---- | ---- | ---- | ---- |
|         | Giro de Italia  | —    | —    | 28.º | 10.º | 7.º  | 8.º  | 15.º | 9.º  | 10.º | 7.º  | 23.º | Ab.  | Ab.  | 9.º  | 26.º | Ab.  | 73.º | Ab.  |
|         | Tour de Francia | —    | —    | —    | —    | —    | 17.º | —    | 8.º  | —    | —    | —    | —    | —    | —    | —    | —    | —    | —    |
|         | Vuelta a España | —    | —    | —    | —    | —    | —    | —    | —    | —    | —    | —    | —    | —    | —    | —    | —    | —    | —    |

### Clásicas, Campeonatos y JJ. OO.
| Carrera              | Carrera              | 1961 | 1962 | 1963 | 1964 | 1965 | 1966 | 1967 | 1968 | 1969 | 1970 | 1971 | 1972 | 1973 | 1974 | 1975 | 1976 | 1977 | 1978 |
| -------------------- | -------------------- | ---- | ---- | ---- | ---- | ---- | ---- | ---- | ---- | ---- | ---- | ---- | ---- | ---- | ---- | ---- | ---- | ---- | ---- |
|                      | Milan San Remo       | —    | —    | 71.º | —    | 24.º | 43.º | 3.º  | 67.º | 90.º | 40.º | 39.º | 39.º | 11.º | 4.º  | 43.º | 74.º | —    | 26.º |
| Gante-Wevelgem       | Gante-Wevelgem       | —    | —    | —    | —    | —    | —    | —    | —    | —    | —    | —    | —    | —    | —    | 15.º | —    | —    | —    |
|                      | Tour de Flandes      | —    | —    | —    | —    | —    | —    | —    | —    | 4.º  | —    | —    | —    | —    | —    | —    | —    | —    | —    |
| Scheldeprijs         | Scheldeprijs         | —    | —    | —    | —    | —    | —    | —    | —    | —    | —    | —    | —    | —    | 15.º | —    | —    | —    | —    |
| Flecha Valona        | Flecha Valona        | —    | —    | —    | —    | —    | —    | 50.º | —    | —    | —    | —    | —    | —    | 10.º | —    | —    | —    | —    |
|                      | Lieja-Bastoña-Lieja  | —    | —    | —    | —    | —    | —    | 10.º | —    | 14.º | —    | —    | —    | —    | —    | —    | —    | —    | —    |
| Campeonato de Zúrich | Campeonato de Zúrich | —    | —    | —    | —    | 1.º  | —    | —    | 1.º  | —    | —    | —    | 8.º  | —    | —    | —    | —    | —    | —    |
|                      | Giro de Lombardía    | —    | —    | —    | 15.º | 4.º  | —    | 1.º  | 2.º  | 3.º  | 1.º  | 2.º  | 9.º  | 9.º  | 8.º  | —    | 8.º  | 3.º  | —    |
| Mundial en Ruta      | Mundial en Ruta      | —    | —    | —    | —    | —    | Ab.  | —    | 4.º  | Ab.  | 9.º  | 16.º | 2.º  | 14.º | Ab.  | —    | —    | 3.º  | —    |
| Italia en Ruta       | Italia en Ruta       | —    | —    | —    | —    | —    | —    | —    | —    | —    | 1.º  | 1.º  | 2.º  | —    | 17.º | —    | 1.º  | —    | —    |